# Zhang Mo
Zhang Mo, född 17 januari 1989 i Shijiazhuang, Kina, är en kanadensisk bordtennisspelare.
Mo tävlade för Kanada vid olympiska sommarspelen 2008 Peking, där hon blev utslagen i den första omgången i damsingeln mot Tatyana Kostromina. Vid olympiska sommarspelen 2012 London blev Mo utslagen i den andra omgången i damsingeln mot Li Qiangbing.
Vid olympiska sommarspelen 2016 Rio de Janeiro blev Mo utslagen i den andra omgången i damsingeln mot Georgina Póta.